# Баталов Григорій Михайлович
Григорій Михайлович Баталов (* 15 (28) січня 1915, Вітебськ — †19 вересня 1988, Київ) — радянський військовий діяч, Герой Радянського Союзу (1943), в роки Німецько-радянської війни командир 229-го гвардійського стрілецького полку 72-ї гвардійської стрілецької дивізії 7-ї гвардійської армії Степового фронту, гвардії майор.

## Біографія
Народився 28 січня 1915 року у Вітебську в сім'ї робітника. Білорус. Член КПРС з 1939 року. Закінчив неповну середню школу. Працював слюсарем.
У 1934 році призваний в ряди Червоної Армії. У 1937 році закінчив Мінське військове училище, в 1942 році — прискорений курс Військової академії імені М. В. Фрунзе. У боях Німецько-радянської війни з червня 1941 року. Воював на Степовому фронті. Брав участь в боях під Сталінградом, на Курській дузі, на Дніпрі. Звільняв Румунію, Угорщину, Австрію, Чехословаччину.
У ніч на 25 вересня 1943 року 229-й гвардійський стрілецький полк під командуванням Г. М. Баталова форсував Дніпро біля села Бородаївка Верхньодніпровського району Дніпропетровської області і захопив плацдарм. У ніч на 26 вересня 1943 року увірвався в село і, просунувшись на 4 кілометри, наніс противникові велику втрату в живій силі і техніці.
Указом Президії Верховної Ради СРСР від 26 жовтня 1943 року за мужність і героїзм, проявлені при форсуванні Дніпра і утриманні плацдарму гвардії майорові Григорію Михайловичеві Баталову присвоєне звання Героя Радянського Союзу з врученням ордена Леніна і медалі «Золота Зірка» (№ 1408).

Надгробок Григорія Баталова

Після закінчення війни продовжував службу в армії. У 1952 році закінчив Військову академію імені М. В. Фрунзе, в 1959 році — Військову академію Генерального штабу. З 1971 року генерал-лейтенант Г. М. Баталов — у відставці. Працював заступником директора Інституту кібернетики Академії наук УРСР. Жив в Києві. Автор твору «Ратне поле» (Київ, 1985). Помер 19 вересня 1988 року. Похований в Києві на Лук'янівському військовому кладовищі.

## Нагороди
Нагороджений орденом Леніна, чотирма орденами Червоного Прапора, орденом Кутузова 2-го ступеня, орденом Вітчизняної війни 1-го ступеня, орденом Червоної Зірки, медалями.